# Diecezja Albacete
Diecezja Albacete (łac. Dioecesis Albasitensis) – diecezja Kościoła rzymskokatolickiego w Hiszpanii. Należy do metropolii Toledo. Została erygowana 2 listopada 1949.

## Główne świątynie
- Katedra: Katedra św. Jana Chrzciciela w Albacete

## Biskupi diecezjalni
- Arturo Tabera Araoz CMF (1950–1968)
- Ireneo García Alonso (1968–1980)
- Victorio Oliver Domingo (1981–1996)
- Francisco Cases Andreu (1996–2005)
- Ciriaco Benavente Mateos (2006–2018)
- Ángel Fernández Collado (2018–2024)
- Ángel Román Idígoras (od 2025)